# 拉什城 (明尼蘇達州)
拉什城（英語：Rush City）是一個位於美國明尼蘇達州奇薩戈縣的城市。

## 人口
根據2020年美國人口普查的數據，拉什城的面積為11.19平方千米，當中陸地面積為11.01平方千米，而水域面積為0.18平方千米。當地共有人口3228人，而人口密度為每平方千米288人。